# Atherimorpha edgari
Atherimorpha edgari är en tvåvingeart som beskrevs av Paramonov 1962. Atherimorpha edgari ingår i släktet Atherimorpha och familjen snäppflugor. Inga underarter finns listade i Catalogue of Life.